# Mladen Brkić
Mladen Brkić (Zaječar, 1980. október 30.) szerb labdarúgó.
A 186 cm magas csatár több európai klubban is megfordult, játszott Szerbiában, Ausztriában, Magyarországra igazolását megelőzően pedig Albániában futballozott. Pályára lépett az Európa Liga 2009-2010-es kiírásának első selejtezőkörében, a Dinamo Tirana kölcsönjátékosaként (Lahti-Dinamo Tirana 4-1 - a finn csapat kapuját a magyar Szentpéteri Viktor védte).
2012. március 12-én írt alá a ZTE-hez, 3 hónapra.